# Ніхто тебе не врятує
«Ніхто тебе не врятує» (також «Не врятує ніхто», англ. No One Will Save You) — американський фантастичний фільм жахів 2023 року, знятий сценаристом, режисером і продюсером Браяном Даффілдом. У головній ролі знялася акторка Кейтлін Дівер. Фільм вийшов у кінотеатрах 19 вересня 2023 року та був випущений на потокові сервіси 20th Century Studios як оригінальний фільм Hulu у Сполучених Штатах та на Disney+ Star у всьому світі 22 вересня 2023 року.
За сюжетом, самотня молода жінка Брінн Адамс стикається з агресивними іншопланетянами. Особливістю цього повнометражного фільму є те, що протягом його 93 хвилин прозвучало лише п'ять слів діалогу.

## Акторський склад
| Актор             | Роль                      |
| ----------------- | ------------------------- |
| Кейтлін Дівер     | Брінн Адамс               |
| Зак Дуейм         | листоноша                 |
| Лорен Мюррей      | мати Брінн                |
| Джеральдін Сінгер | місіс Коллінз             |
| Дейн Роудс        | Коллінз начальник поліції |
| Деніел Рігамер    | містер Мак-Крірі          |
| Дарі Лінн Гріффін | Мод                       |

## Виробництво
Сценарій, написаний Браяном Даффілдом у 2019 році, у квітні 2021 року придбала кінокомпанія 20th Century Studios та найняла автора для режисури фільму. Тоді ж на головну роль запросили Кейтлін Дівер, номінантку на премії «Золотий глобус», «Вибір критиків» та «Еммі» за ролі в серіалах «Неймовірне» і «Ломка».
З орієнтовним бюджетом у $22,8 млн основні зйомки були проведені в Новому Орлеані з квітня по червень 2022 року. Візуальні ефекти забезпечені британською компанією DNEG. Музику для фільму написав американський композитор Джозеф Трапанезе.

## Реліз
Прем'єра фільму відбулася в кінотеатрах Нью-Йорка та Лос-Анджелеса 19 вересня 2023 року. Згодом, 22 вересня, його випустила студія 20th Century як оригінальний фільм Hulu. Того ж дня відбулася прем'єра на платформі Star+ для країн Латинської Америки та на Disney+ — для інших країн.

## Сприйняття
На вебсайті агрегатора рецензій Rotten Tomatoes 82 % зі 105 відгуків критиків є позитивними із середньою оцінкою 7,1/10. Платформа Metacritic, яка використовує середньозважену оцінку, поставила фільму 60 зі 100 на основі 16 критиків, вказуючи на «змішані або середні» рецензії.